# Baeocera procerula
Baeocera procerula – gatunek chrząszcza z rodziny kusakowatych, podrodziny łodzikowatych i plemienia Scaphisomatini.
Gatunek tan opisany został w 2012 roku przez Ivana Löbla.
Chrząszcz o ciele długości od 1,02 do 1,23 mm. Ubarwiony bardzo ciemnobrązowo do czarnego z rudobrązowymi: przynajmniej częścią odwłoka, goleniami i udami oraz jeszcze jaśniejszymi stopami i czułkami. W długich czułkach człony dziewiąty i dziesiąty są znacznie dłuższe niż szersze. Wyraźnie grube punktowanie pokrywa większą część zapiersia, a po jego bokach punkty są rozmieszczone bardzo gęsto, nie dalej od siebie niż ich średnice. Hypomeron bardzo delikatnie lub wcale niepunktowany. Metanepisterna słabo wyróżnialne, nieoddzielone szwem. Pokrywy nieprzyciemnione wierzchołkowo, o grubszych punktach znacznie mniejszych do odstępów między nimi i sięgających do lub prawie do rządka przyszwowego. Rządek przyszwowy pokryw zaczyna się u ich podstawy, zakrzywia się wzdłuż krawędzi nasadowej i sięgając boków pokryw formuje pełny rządek bazalny, łączący się z rzędami bocznymi. Nasadowa część pierwszego widocznego sternitu odwłoka zwykle wyraźnie podłużnie pomarszczona. Samiec ma edeagus długości 0,28 do 0,35 mm i proste, w widoku grzbietowym lekko rozszerzone na szczycie paramery.
Owad spotykany wśród ściółki dna zdegradowanych lasów wiecznie zielonych na stanowiskach ocienionych jak i odsłoniętych oraz wśród igliwia i mchów porastających skały i pnie. Znany wyłącznie z prowincji Laguna i Mountain Province na filipińskiej wyspie Luzon.